# Лемнияне, или Лемниянки
«Лемнияне, или Лемниянки» — трагедия древнегреческого драматурга Эсхила (первая половина V века до н. э.) на сюжет, взятый из мифа об аргонавтах. Её текст полностью утрачен.
Действие трагедии происходит на острове Лемнос, где остановились аргонавты во время своего плавания в Колхиду. Текст пьесы утрачен полностью, поэтому точных данных о её сюжете нет. «Лемнияне, или Лемниянки» стали частью тетралогии, куда вошли также трагедии «Арго, или Гребцы» и «Гипсипила», и сатировская драма «Кабиры». Известно, что трагедию под названием «Лемниянки» написал и Софокл.